# Internacional Okinawa Goju-Ryu Karate-do Federation

KenKon

A Internacional Okinawa Goju-Ryu Karate-do Federation (IOGKF) é uma organização desportiva internacional que inclui todos os praticantes oficiais do estilo de karatê Goju-ryu tradicional registados.
Organiza exibições internacionais. Forma parte da Nihon Kobudo Kyokai (associação de artes marciais tradicionais japonesas) e é considerada uma das poucas organizações de Karate que o governo japonês reconhece como uma verdadeira organização de artes marciais japonesa.
A arte marcial que praticam é o Goju-ryu tradicional, sem nenhuma variação mantendo os katas, bunkai, kumite, posturas, etc.
A ramificação da IOGKF em Portugal recebe o nome de APOGK e é dirigida pelo Sensei Jorge Monteiro (8º Dan).
A IOGFK foi fundada em 1979 em Inglaterra pelo Sensei Morio Hiagonna 10ºDan. Ele foi até há pouco o presidente da IOGFK e Instrutor Chefe Internacional, mas escolheu ser substituído pelo Sensei Tetsuji Nakamura.

## LINHAGEM
- Grandmaster Kanryo Higaonna (1853 – 1915)
- Grandmaster Chojun Miyagi (1888 – 1953)
- Grandmaster An’Ichi Miyagi (1931 – 2009)
- Master Morio Higaonna Saiko Shihan (Supreme Master of IOGKF)
- Tetsuji Nakamura Sensei World Chief Instructor (IOGKF)

## APOGK
A A.P.O.G.K. foi fundada em 1982 e é uma associação filiada na IOGKF. 
Tem como objectivo:
- Divulgar e promover a prática de Okinawa Goju-Ryu Karate-Do como actividade formativa e modalidade desportiva, bem como proteger o seu bom-nome, através da instauração dos procedimentos legais aplicáveis contra quem a ofender.
- Realizar e participar em estágios, torneios e campeonatos nacionais e regionais.
- Realizar e homologar exames de graduação.
- Desenvolver relações de cooperação e outras, com associações afins, nacionais ou estrangeiras, designadamente, através da adesão a federações ou uniões.
- Zelar pelos interesses dos seus associados.
- Divulgar a prática de outras modalidades desportivas. [1]

## Altos representantes da IOGKF
- Goju-Ryu Nidaime Soke (Instrutor Fee) An’ichi Miyagi 10.dan († 28 de abril 2009).
- Goju-Ryu Sandaime Soke
  - Shuseki Shihan (chefe instrutor) Morio Higaonna (10.dan)
  - Kaicho (Presidente da IOGKF) Morio Higaonna (10.dan)
- Meiyo Komon (Conselheiro Honorário) Shuichi Aragaki (10.dan)
- Komon (Conselheiros) Hidenobu Goya, Seizen Uehara, Kosei Wakugawa, Daikaku Chodoin y Alanna Higaonna
- Gijutsu Komon (conselheiros técnicos) Bakkies Laubscher (8.dan) y Kazuo Terauchi (8.dan)
- Fuku Shuseki Shihan (vice-chefe instrutor) Tetsuji Nakamura (6.dan)
- Shikko Iinkai (comissão executiva) Ernie Molyneux (7.dan) y Henrik Larsen (7.dan)
- Shibucho Kaigi (Reunião do instructores nacionals) Instructores Jefes Nacionales. [2]

## KenKon
O símbolo que se encontra no centro é o brasão da família de Chojun Myiagi, fundador do estilo Goju-ryu. Esta parte do emblema, de forma quadrada e rígida, contrasta com o contorno redondo e flexível, personificando assim a tradução da palavra "Goju", em que "Go" significa duro e "Ju" flexível.
No pensamento oriental o céu é considerado como sendo macio e circular, sendo a terra considerada dura e angular. Assim sendo, este emblema, ao combinar as configurações circular e angular, personifica a vastidão do Universo.
O Goju-ryu manifesta ambos os extremos KenKon (céu e terra). 